# Élodie Ravera-Scaramozzino
Élodie Ravera-Scaramozzino (Niza, 19 de septiembre de 1995) es una deportista francesa que compite en remo.
Ganó dos medallas en el Campeonato Europeo de Remo, en los años 2018 y 2020. Además, obtuvo una medalla de bronce en el Campeonato Mundial de Remo en Sala de 2020.
Participó en tres Juegos Olímpicos de Verano, ocupando el quinto lugar en Río de Janeiro 2016, el octavo en Tokio 2020 y el quinto en París 2024, en la prueba de doble scull.

## Palmarés internacional
| Campeonato Europeo | Campeonato Europeo    | Campeonato Europeo | Campeonato Europeo |
| Año                | Lugar                 | Medalla            | Prueba             |
| ------------------ | --------------------- | ------------------ | ------------------ |
| 2018               | Glasgow (Reino Unido) | Medalla de oro     | Doble scull        |
| 2020               | Poznań (Polonia)      | Medalla de bronce  | Doble scull        |

| Campeonato Mundial | Campeonato Mundial | Campeonato Mundial | Campeonato Mundial |
| Año                | Lugar              | Medalla            | Prueba             |
| ------------------ | ------------------ | ------------------ | ------------------ |
| 2020               | París (Francia)    | Medalla de bronce  | 2000 m             |